# Мостовий Руслан Іванович
Русла́н Іва́нович Мостови́й (нар. 2 червня 1974, Львів — 26 листопада 2021) — український тренер, раніше — футболіст, який грав на позиції захисника у ФК «Львів», «Спартаку» (Нальчик) та низці українських клубів, і футзаліст «України» (Львів).

## Життєпис
Вихованець Львівського спортінтернату.
Останній сезон радянського футболу, 1991, провів у складі «Карпат» (Кам'янка-Бузька) у Другій лізі.
У 1992—2000 роках виступав за нижчолігові «Авангард» (Жидачів), ФК «Львів», «Кристал» (Чортків), ФК «Тисмениця», «Поділля» (Хмельницький), «Техно-Центр» (Рогатин) та вищолігове «Прикарпаття» (Івано-Франківськ).
На початку 2001 року перейшов до російського «Спартака» (Нальчик), який виступав у Першому дивізіоні. Мостовий став одним із лідерів команди, за підсумками першості 2005 разом із командою вийшов до Прем'єр-ліги Росії. Був капітаном команди, його визнано найкращим гравцем клубу сезону 2006. Після завершення контракту зі «Спартаком» гравець їздив на зимові збори з командою в січні 2007, але згодом таки покинув команду й сезон 2007 провів у команді Прем'єр-ліги Росії «Том» (Томськ).
2008 року повернувся до України, виступав за першолігові команди: «Прикарпаття» (Івано-Франківськ), «Волинь» (Луцьк), «Закарпаття» (Ужгород), «Енергетик» (Бурштин). З осені 2011 року — у першоліговому ФК «Львів», де був найстаршим гравцем і капітаном колективу, середній вік якого становив 21 рік. 2012 року клуб припинив існування, а наступний рік Мостовий провів у першій лізі Львівської області за команду «Зоря» (Городиславичі). 2014 року виступав у Прем'єр-лізі області за «Авангард» (Жидачів).
З початку 2015 року був головним тренером ФК «Миколаїв» (Львівська область), з липня — головним тренером клубу «Острів» (Чорний Острів), з яким посів 7-е місце у Прем'єр-лізі Львівщини.
Улітку 2016 року ввійшов до тренерського штабу відновленого ФК «Львів». На початку листопада того ж року офіційно очолив винниківський «Рух».

## Трагічна загибель
26 листопада 2021 року трагічно загинув після дорожньо-транспортної пригоди поблизу міста Стрий у Львівській області.